# Curtis Fleming
Curtis Fleming (ur. 8 października 1968 w Manchesterze) – irlandzki piłkarz występujący na pozycji obrońcy.

## Kariera klubowa
Fleming karierę rozpoczynał w 1987 roku w zespole St. Patrick’s Athletic. W sezonie 1987/1988 wywalczył z nim wicemistrzostwo Irlandii. W marcu 1989 roku przeszedł do angielskiego Swindon Town, występującego w Division Two. Nie rozegrał tam jednak żadnego spotkania i w połowie 1989 roku wrócił do St. Patrick’s Athletic. W sezonie 1989/1990 zdobył z nim mistrzostwo Irlandii.
W 1991 roku Fleming został graczem klubu Middlesbrough z Division Two. W sezonie 1991/1992 awansował z nim do Premier League. W lidze tej zadebiutował 17 października 1992 w zremisowanym 2:2 meczu z Tottenhamem. W sezonie 1992/1993 wraz z klubem zajął 21. miejsce w lidze i spadł z nim do Division One. W sezonie 1994/1995 awansował jednak z powrotem do Premier League. 13 kwietnia 1996 w przegranym 1:2 meczu z Wimbledonem strzelił pierwszego gola w Premier League. W sezonie 1996/1997 spadł z Middlesbrough do Division One, ale sezon później wrócił z nim do Premier League. W 2001 roku był wypożyczony do zespołu Division One, Birmingham City.
W grudniu 2001 Fleming przeszedł do Crystal Palace z Division One. Występował tam do końca sezonu 2003/2004. W kolejnym sezonie grał w Darlington (League Two), a w 2005 roku odszedł do irlandzkiego Shelbourne. Grał też w Billingham Synthonia, gdzie w 2007 roku zakończył karierę.
W Premier League rozegrał 146 spotkań i zdobył 2 bramki.

## Kariera reprezentacyjna
W reprezentacji Irlandii Fleming zadebiutował 24 kwietnia 1996 w przegranym 0:2 towarzyskim meczu z Czechami. W latach 1996–1998 w drużynie narodowej rozegrał 10 spotkań.